# Soft qui peut
Soft qui peut est un téléfilm français réalisé par Paul Vecchiali en 1986 et diffusé le 22 octobre 1986 dans l'émission télévisée Sexy Folies sur Antenne 2.

## Synopsis
Au Maroc, une jeune femme voilée épie les ébats amoureux d'un couple sur une plage.

## Fiche technique
- Titre : Soft qui peut
- Réalisation : Paul Vecchiali
- Format image : couleur - 16 mm
- Durée : 8 min
- Langue : français